# Права человека в КНДР
Оценка ситуации с правами человека в КНДР затруднительна из-за закрытого характера северокорейского государства. Несмотря на то, что КНДР ежегодно посещают около 250 тысяч туристов, в том числе около 5—6 тысяч из стран Запада, подавляющее большинство из них бывает в районе гор Кымгансан. Иностранцам запрещено посещение некоторых регионов страны, имеющих, согласно официальным заявлениям властей КНДР, стратегически важное значение. К любой туристической группе приставлено не менее двух гидов, самостоятельное передвижение туристов ограничено непосредственными окрестностями туристических объектов, а контакты с местным населением не поощряются. Впрочем, в последние годы в связи с общей либерализацией и послаблением режима надзор этот стал менее навязчивым. По заявлению Госдепартамента США, с 1996 года в страну полностью закрыт доступ международным правозащитным организациям.
Граждане КНДР не имеют права свободно покинуть свою страну, и поэтому информация поступает от беженцев, невозвращенцев и других лиц, покинувших КНДР. Хотя она зачастую носит субъективный характер, на основании большого числа сообщений беженцев ряд организаций делает выводы об общей ситуации в КНДР.
Согласно официальной позиции правительства КНДР, в стране «нет никаких проблем в области прав человека», поскольку социалистический строй, существующий в КНДР, «был выбран её гражданами добровольно и направлен на всецелое удовлетворение их материальных и духовных потребностей».
В то же время, проанализировав имеющиеся данные, многие международные организации сделали вывод о тоталитарном характере северокорейского государства.
Некоторые правозащитные организации и правительства осудили нарушения прав человека в КНДР. Среди них — Amnesty International. Генеральная Ассамблея ООН также осудила нарушение прав человека в КНДР, приняв соответствующую резолюцию, подготовленную странами — членами Европейского союза. 18 ноября 2014 года 3-й комитет 69-й сессии Генеральной Ассамблеи ООН рекомендовали Совету Безопасности рассмотреть вопрос о передаче ситуации с правами в КНДР на рассмотрение Международного уголовного суда и о возможности введения санкций против тех, кто несёт ответственность за преступления против человечества.
В 2004 году в США был принят Закон о правах человека в КНДР (№ 108—333), осуждавший КНДР и обрисовывавший в общих чертах шаги, которые Соединённые Штаты должны предпринять, чтобы в КНДР установились демократия и свобода. За исключением проблемы похищения японцев, которая была частично решена, КНДР полностью отрицает все сообщения о нарушениях прав человека и обвиняет беженцев во лжи и распространении американской пропаганды.
На международном уровне регулярно проводятся неправительственные конференции, посвящённые правам человека в КНДР. В марте 2003 года такая конференция проводилась в Брюсселе, а в марте 2006 года — в Праге.

## Правовые основы гражданских прав и прав человека в КНДР
Правовая система КНДР основана на принципах конвергенции романо-германской и социалистической правовых систем. В основе правовой системы КНДР лежит конституция, которая имеет высшую юридическую силу на всей территории страны. Конституция КНДР гарантирует гражданам следующие права:
- право на защиту — гражданин, независимо от его местожительства, находится под защитой КНДР (ст. 62);
- всеобщее равное избирательное право, а также право быть избранным, независимо от пола, национальности, профессии, оседлости, имущественного положения, уровня образования, политических взглядов и вероисповедания. Это право гарантируется всем гражданам, достигшим 17 лет, кроме осуждённых судом к лишению избирательных прав (ст. 66);
- свободу слова, печати, собраний, демонстраций и объединений (ст. 67);
- свободу совести (ст. 68);
- право на подачу жалоб и заявлений (ст. 69);
- право на труд;
- право на жилище;
- право на отдых;
- право на получение бесплатной медицинской помощи;
- право на образование;
- свободу научной и литературно-художественной деятельности;
- свободу выбора места жительства и поездок;
- равноправие женщин и охрану материнства и детства;
- неприкосновенность личности, жилища и тайну переписки.

Кроме того, конституция КНДР гарантирует право убежища для иностранных граждан, борющихся за мир, демократию, национальную независимость и социализм, за свободу научной и культурной деятельности, и преследуемых в их странах (ст. 80).
Кроме того, КНДР присоединилась к Конвенции о правах ребёнка, Международному пакту о гражданских и политических правах, Международному пакту об экономических, социальных и культурных правах, Конвенции о ликвидации всех форм дискриминации в отношении женщин.
В КНДР официально существуют три политические партии: правящая Трудовая партия Кореи (조선로동당), Социал-демократическая партия Кореи (조선사회민주당) и Партия молодых друзей небесного пути (조선천도교청우당). Руководящая роль ТПК зафиксирована в Конституции КНДР. Все политические партии, а также ряд общественных объединений, являются членами Единого демократического отечественного фронта (ЕДОФ), образованного 25 июля 1946 года и выступающего за объединение Кореи.
В КНДР два профсоюзных центра. Объединённые профсоюзы Кореи (ОПК) созданы в 1945 году и включают 9 отраслевых профсоюзов, объединяющих, главным образом, рабочих и служащих. Объединённые профсоюзы Кореи насчитывают 1,6 млн членов. Союз трудящихся сельского хозяйства Кореи (СТСХК), созданный в 1965 году, насчитывает 1,4 млн членов. Особенность профсоюзов КНДР в том, что рабочие и служащие, занятые в сфере материального производства, могут быть их членами лишь в том случае, если они не состоят в партийных, молодёжных или женских организациях.

## Судебная система и уголовное законодательство КНДР и права человека
Согласно Конституции КНДР, в стране существуют прокуратуры и суды различных уровней, начиная от Центральной прокуратуры и Центрального суда и заканчивая учреждениями районного уровня. Конституция формально предоставляет обвиняемым права на защиту и независимость суда. Судебные заседания должны быть открытыми, если иное не установлено законом:
Согласно Конституции, суды и прокуратуры подотчётны в своей деятельности национальной ассамблее КНДР — Верховному народному собранию.
Согласно УК КНДР, в стране существуют следующие виды наказаний:
1. Смертная казнь
2. Исправительно-трудовые работы
3. Конфискация имущества
4. Лишение должности с поражением в определённом праве
5. Лишение избирательных прав

Согласно Уголовному кодексу, смертная казнь применяется только за преступления против государственного суверенитета и преступления против народно-освободительной борьбы.
Основным видом наказания являются исправительно-трудовые работы. За одно преступление, по статье 24 УК КНДР, может назначаться от 6 месяцев до 15 лет исправительных работ.
Конфискация имущества и поражение в избирательных правах, согласно Уголовному кодексу, применяются только за антигосударственные преступления.
Срок давности установлен в 15 лет, но он не распространяется на убийства и преступления против государства.

## Политические и гражданские права
Политическая система и общественный строй КНДР подвергаются серьёзной критике в области соблюдения прав человека со стороны международного сообщества и правозащитных организаций, базирующихся в западных странах. Управление Верховного комиссара ООН по правам человека официально признало факт широко распространённых нарушений прав человека в КНДР. Цитаты из Резолюции ООН по правам человека 2005/11, относящиеся к КНДР:

Пытки и другие жестокие, бесчеловечные или унизительные виды обращения с людьми, применяемые, в том числе, в виде наказания, публичные казни, сверхсрочное тюремное заключение, отсутствие судебного процесса и верховенства закона, смертные приговоры по политическим делам, существование большого количества тюремных лагерей и широкого применения принудительного труда.
Наказания граждан КНДР, бывших за границей: рассмотрение их отъезда как государственной измены, заключение, пытки, жестокое или унизительное обращение или смертная казнь.
Всеобщие серьёзные ограничения свободы мысли, совести, вероисповедания, слова, мирных собраний и объединений, доступа к информации, и ограничения, налагаемые на людей, желающих свободно передвигаться внутри страны или покинуть её.
Продолжительное нарушение прав человека и фундаментальных свобод женщин, в особенности в области торговли женщинами для проституции или насильственных браков, этнически мотивированных абортов, включая также <…> убийства детей репатриированных матерей.

Некоторые эксперты полагают, что Конституция КНДР — фиктивный документ, и что в КНДР отношения между обществом и государством строятся по тоталитарной модели. КНДР предпринимала попытку денонсировать Международный пакт о гражданских и политических правах, но после заявления Комитета по правам человека ООН о том, что пакт денонсации не подлежит, представила доклад о его выполнении, признав таким образом себя государством-участником пакта.

### Три слоя населения КНДР
Согласно различным источникам, в соответствии с системой «сонбун» (성분), всё население КНДР делится на три слоя: «основной», «колеблющийся» и «враждебный», о чём сообщает исследовательница Луиза Хантер. Принадлежность к тому или иному слою определяется по социальному происхождению и роду деятельности в период японского господства и Корейской войны и наследуется по мужской линии. Члены Трудовой партии Кореи (ТПК) автоматически относятся к «основному» слою; лица, исключённые из политической партии, — к «враждебному». Репатрианты из Китая и Японии также относятся к «враждебному» слою.
В соответствии с постановлением «О дальнейшем усилении работы с различными слоями и группами населения», принятым восьмым пленумом ЦК ТПК четвёртого созыва в конце февраля 1964 года, была проведена существенная детализация категорий населения, в соответствии с которой в каждом слое были выделены отдельные группы (всего 51). Работа эта проводилась в 1964—1969 годах силами так называемых «групп 620», специально сформированных для этой цели. По утверждению А. Ланькова, эта деятельность сопровождалась высылкой, арестами и казнями врагов режима (как реальных, так и потенциальных или просто выдуманных).
Как считает А. Ланьков, оценить хотя бы приблизительную численность слоёв, не говоря об отдельных группах, практически невозможно из-за того, что в КНДР эта информация засекречена.
Согласно докладу Комитета по международным делам Сената США, лица, отнесённые к «враждебному» слою, в частности, не могут служить в армии, вступить в ТПК и поступить в большинство ВУЗов. У них нет почти никаких шансов жить в Пхеньяне или Кэсоне. От принадлежности к тому или иному слою, по информации А. Ланькова, зависит поступление на работу или учёбу. Таким образом, по его мнению, нарушаются права на свободный выбор работы, равный доступ к образованию и равный доступ к занятию должностей государственной службы, гарантированные Международным пактом об экономических, социальных и культурных правах.
В то же время, как утверждает А. Ланьков, до 1990-х годов принадлежность к тому или иному слою (за исключением номенклатуры) не влияла на размер продовольственного пайка.

### Применение смертной казни
Ряд организаций, в том числе Европейский союз, истолковывает право на жизнь, гарантированное Международным пактом о гражданских и политических правах, как исключающее применение смертной казни, однако в КНДР регулярно проводятся публичные казни, о чём сообщают различные источники. Число преступлений, караемых смертной казнью, сокращено с 33 до 5 в 1983—2000 гг.

### Сообщения об использовании пыток
Международный пакт о гражданских и политических правах гарантирует каждому человеку право на защиту от пыток.
Правозащитные организации Международная амнистия и Human Rights Watch сообщают, что в КНДР распространено применение пыток в ходе следствия. Французский правозащитник Пьер Ригуло называет среди них пытки водой, электричеством, а также лишение сна и побои. Сообщается также о случаях изнасилования женщин.
На пресс-конференции, проведённой 21 марта 2008 года в ресторане «Сесиль» (세실레스토랑) южнокорейской политической организацией «Штаб движения за демократизацию Северной Кореи» (북한민주화운동본부), беженка Ким Сунхи рассказала, что она пыталась бежать в Китай, но была репатриирована. Сотрудники северокорейской службы безопасности, пытаясь извлечь из её тела деньги, которые она проглотила, заливали ей воду, смешанную с перцем, в нос. Кроме того, солдаты-мужчины засовывали пальцы ей во влагалище и задний проход, а также избивали её. На этой же конференции беженец Ли Бокнам сообщил, что солдаты избивали его прикладами и в ходе пытки выбили ему зубы.
На пресс-конференции, проведённой 2 марта 2007 года «Гражданским союзом за права человека в Северной Корее», другие беженцы сообщили о «голубиной пытке»: заключённому связывают сзади руки и приковывают их к перекладине, в результате чего он не может ни сесть, ни встать. После дня пребывания в таком положении грудь человека напоминает птичью. Также было сообщено о пытке, в ходе которой человеку привязывают руки к ногам и избивают. Кроме того, беженцы рассказали о такой пытке: на человека набрасывают одеяло, после чего его заставляют приседать 500 раз.
Бывший охранник северокорейского лагеря Ан Мёнчхоль, бежавший в Южную Корею, в своих статьях для новостной службы Daily NK, принадлежащей южнокорейской правозащитной организации «Группа за демократизацию Северной Кореи» (북한민주화네트워크), рассказал о следующих случаях пыток: ссыльная Хан Джиндок в 26-летнем возрасте была изнасилована офицерами, которые затем нанесли ей ожоги и ранения в грудь. Кроме того, Ан Мёнчхоль рассказывает, как начальник тюрьмы запустил змею во влагалище заключённой Ким Бокток, чтобы заставить её выдать тюремщика, который приносил ей бумагу и ручку: девушка хотела написать письмо богатому родственнику в Японии. После того, как Ким созналась, тюремщика исключили из партии, уволили с работы в тюрьме и пожизненно сослали на работу в шахте.
На 61-й пресс-конференции в Женеве Комитета ООН по правам человека беженец Ким Тхэджин сообщил о следующем виде пытки: человеку приказывают не двигаться. В случае, если он нарушает приказ, ему разводят руки в стороны, приковывают их наручниками и избивают его железными палками. Также, по его свидетельству, заключённых оставляют голыми на холоде.
Газета «The Guardian», ссылаясь на показания беженцев, сообщает о пытках с применением газовых камер и отравленной пищи. Власти КНДР выступили с опровержением информации о применении газовых камер в тюрьмах страны и назвали распространение таких обвинений частью информационной войны против их страны.
Кроме того, опосредованным видом пытки является обязательное присутствие всех заключённых на публичных казнях. Вышеупомянутая правозащитная организация «Группа за демократизацию Северной Кореи» сообщает, что бывший заключённый Син Донхёк после того, как на его глазах повесили его мать и старшего брата, совершивших неудачный побег из лагеря, потерял способность испытывать эмоции.
Беженка Ли Сун Ок, ставшая инвалидом в результате пыток, написала книгу воспоминаний «Глаза бесхвостых зверей: Тюремные воспоминания северокорейской женщины». В её показаниях юридическому комитету Сената США она приводит многочисленные случаи пыток в северокорейских тюрьмах. В частности, она описывает случай пытки холодом в 1987 году, когда человека ставят на колени на морозе, обливают холодной водой и заставляют находиться неподвижно в течение часа. Шесть заключённых на её глазах погибли от этой пытки.
По данным фонда Walk Free, согласно последнему изданию глобального индекса рабства, в КНДР больше рабов, чем в любой другой стране мира.

### Сообщения о жестоком обращении с заключёнными
Ряд источников сообщает, что в КНДР существует система лагерей для заключённых, которые подразделяются на два типа: более мягкие «районы действия Постановления № 149» (149호 대상지역), в которых люди в принудительном порядке занимаются тяжёлым физическим трудом и которые они не могут покинуть без разрешения властей, и «особые районы объектов диктатуры» (특별독재대상구역). Последние, в свою очередь, подразделяются на «зоны революционизации» (혁명화 구역), в которых заключённые живут с семьями в землянках или бараках и принудительно работают на тяжёлых работах по 12 часов в день и которая подразумевается как всего лишь в перевоспитательной роли, и «зоны полного контроля» (완전통제 구역), в которых заключённые живут без семей и больше не имеют шансов на освобождение.
По оценкам американского дипломата Денниса Халпина, в лагерях КНДР находятся 200 тысяч человек, включая тех, кто был отправлен туда по принципу коллективной ответственности.
Журнал Time в публикации 2006 года, а также беженец Кан Чхольхван (в своих мемуарах) сообщают о случаях принуждения женщин к абортам, детоубийств, избиений заключённых (в том числе приведших к смерти) и голода в лагерях.
В документальном фильме BBC «Путь в преисподнюю» (англ. Access to Evil) говорится, что в одном из лагерей КНДР испытывала на заключённых химическое оружие, а также проводила другие эксперименты над людьми.
Беженец Кан Чхольхван в своих мемуарах рассказывает о карцерах в лагерях КНДР. В случае, если заключённый в лагере нарушает распорядок (или если его обвиняют в нарушении такового), его посылают в карцер. В карцере заключённые стоят на коленях, им не разрешается говорить. Если они хотят в туалет, они должны поднять левую руку, если им плохо, они должны поднять правую руку. Никаких других жестов не позволяется. Согласно его наблюдениям, обычно заключённые умирают в карцере от голода или выходят из него инвалидами.
Также, по сообщению Кан Чхольхвана, каждый случай помещения в карцер добавляет пять лет к сроку заключения.

### Система лагерей и права человека
Ниже приведён список исправительных учреждений КНДР, в которых, согласно докладу Комитета США по правам человека в Северной Корее, нарушаются права человека.
| Название лагеря | Провинция    |
| --------------- | ------------ |
| Кэчхон          | Пхёнан-Намдо |
| Ёдок            | Хамгён-Намдо |
| Хвасон          | Хамгён-Пукто |
| Пукчхан         | Пхёнан-Намдо |
| Хэнён           | Хамгён-Пукто |
| Чхонджин        | Хамгён-Пукто |
| Хверён          | Хамгён-Пукто |
| Кэчхон          | Пхёнан-Намдо |
| Синыйджу        | Пхёнан-Пукто |
| Кандон          | Пхёнан-Намдо |
| Ёндам           | Канвондо     |
| Чонголли        | Хамгён-Пукто |
| Оро             | Хамгён-Намдо |
| Танчхон         | Хамгён-Намдо |

### Право на справедливый суд
Статья 10 Уголовного кодекса КНДР предусматривает осуждение по аналогии — наказание за преступления, не предусмотренные кодексом, определяется в соответствии со сходным по природе и тяжести преступлением из числа предусмотренных.
А. Н. Ланьков пишет, что большинство судебных заседаний в КНДР являются закрытыми, а обвиняемым не всегда предоставляется адвокат: когда обвиняемый в шпионаже в пользу США венесуэльский поэт Али Ламеда потребовал защиты и гласности процесса, судья отклонил его требования, пояснив, что они являются буржуазными. По свидетельствам беженцев, в КНДР судят в основном тех, кого обвиняют в уголовных преступлениях, а политических преступников, как правило, осуждают во внесудебном порядке.
Как сообщает А. Н. Ланьков, в КНДР существует практика вынесения приговора во внесудебном порядке, особенно заключённым, обвиняемым в политических преступлениях. При этом им не сообщается срок заключения. Ланьков полагает, что «по-видимому, срок пребывания в заключении никак не лимитирован и освобождение зависит исключительно от произвола властей».
Беженец Кан Чхольхван в своих мемуарах рассказывает, что в КНДР существует система коллективной ответственности: если член семьи осуждён на тюремное заключение или смертную казнь, то в лагерь посылают и его близких родственников, включая несовершеннолетних детей. Одним из таких детей был сам Кан Чхольхван.
Как сообщает Кан Чхольхван, смертная казнь применяется чаще, чем положено по закону, в частности, за убийство заключённым охранника, попытку побега из лагеря или кражу.
По сообщению беженца Кан Чхольхвана, футболист Пак Сынджин провёл в лагере как минимум 22 года исключительно за участие в дружеской попойке после победы над сборной Италии на чемпионате мира по футболу 1966 года, поскольку следующий матч северокорейская команда проиграла со счётом 5:3.

### Свобода слова
Беженец Кан Чхольхван (강철환, англ. Kang Chol-hwan) и американский правозащитник Том Хэд (англ. Tom Head) сообщают, что в стране отсутствует свобода слова, а граждане, критикующие режим, подвергаются аресту. По информации А. Н. Ланькова и К. В. Асмолова, а также согласно ряду сообщений CNN, в стране отсутствуют неправительственное радио, телевидение и новостные службы. В стране существует культ личности лидера государства. Все радиоприёмники и телевизоры, используемые в КНДР, должны иметь фиксированную настройку; гражданам запрещают изменять её, так как иначе они могли бы смотреть иностранные передачи. Нарушение этого правила может иметь самые серьёзные последствия, вплоть до публичной казни и отправки родственников в лагерь.
Профсоюзы, по утверждениям Госдепартамента США, находятся под полным контролем властей КНДР. Беженцы и эмигранты указывают, что утверждение культа личности — одна из главных задач подавляющего большинства всех фильмов, театральных представлений и книг в стране.

### Свобода совести
А. Н. Ланьков сообщает, что правительство строго ограничивает свободу совести, в частности, налагая запрет на создание религиозных организаций, не связанных с правительством. В его статьях говорится, что с конца 1960-х годов всё население КНДР поделено на три слоя: «основной», «колеблющийся» и «враждебный». Согласно этой классификации, католики, протестанты, буддисты и приверженцы конфуцианства отнесены к «враждебному» слою. В статье Пак Чхоёна на новостном сайте Daily NK сказано, что миссионерская деятельность в КНДР расценивается как шпионская и преступная. В докладе американского Бюро по вопросам демократии, прав человека и труда (Bureau of Democracy, Human Rights, and Labor) сказано, что в КНДР отсутствует свобода совести. Газета «Christian Today» сообщает о пытках и казнях лиц, уличённых в контрабандных поставках Библии.

### Свобода передвижения
Свобода выбора места жительства и передвижения провозглашается статьёй 75 Конституции КНДР.
По утверждению А. Ланькова и Госдепартамента США, все граждане КНДР лишены возможности свободно передвигаться в пределах страны или покидать её. Кроме того, проводится насильственное переселение граждан.
Согласно А. Ланькову, право жить в Пхеньяне, где ситуация с продовольствием лучше, чем в провинции, рассматривается как привилегия, и граждане могут быть депортированы оттуда по указанию властей.
Многие северокорейцы хотят покинуть страну. Так, большое количество северокорейцев бегут из КНДР зимой, переходя по льду пограничные с Китаем реки.
Для иностранного туризма гражданам КНДР в настоящее время доступен Китай, являющийся ключевым союзником и торговым партнёром КНДР. По данным правительства Китая, поток северокорейских туристов, побывавших в КНР, ежегодно растёт, и в 2013 году, впервые с 2005 г., когда стали собираться такие данные, превысил 200 000 человек. Также 93 000 граждан КНДР официально находились на территории Китая по рабочим визам.

### Политические права

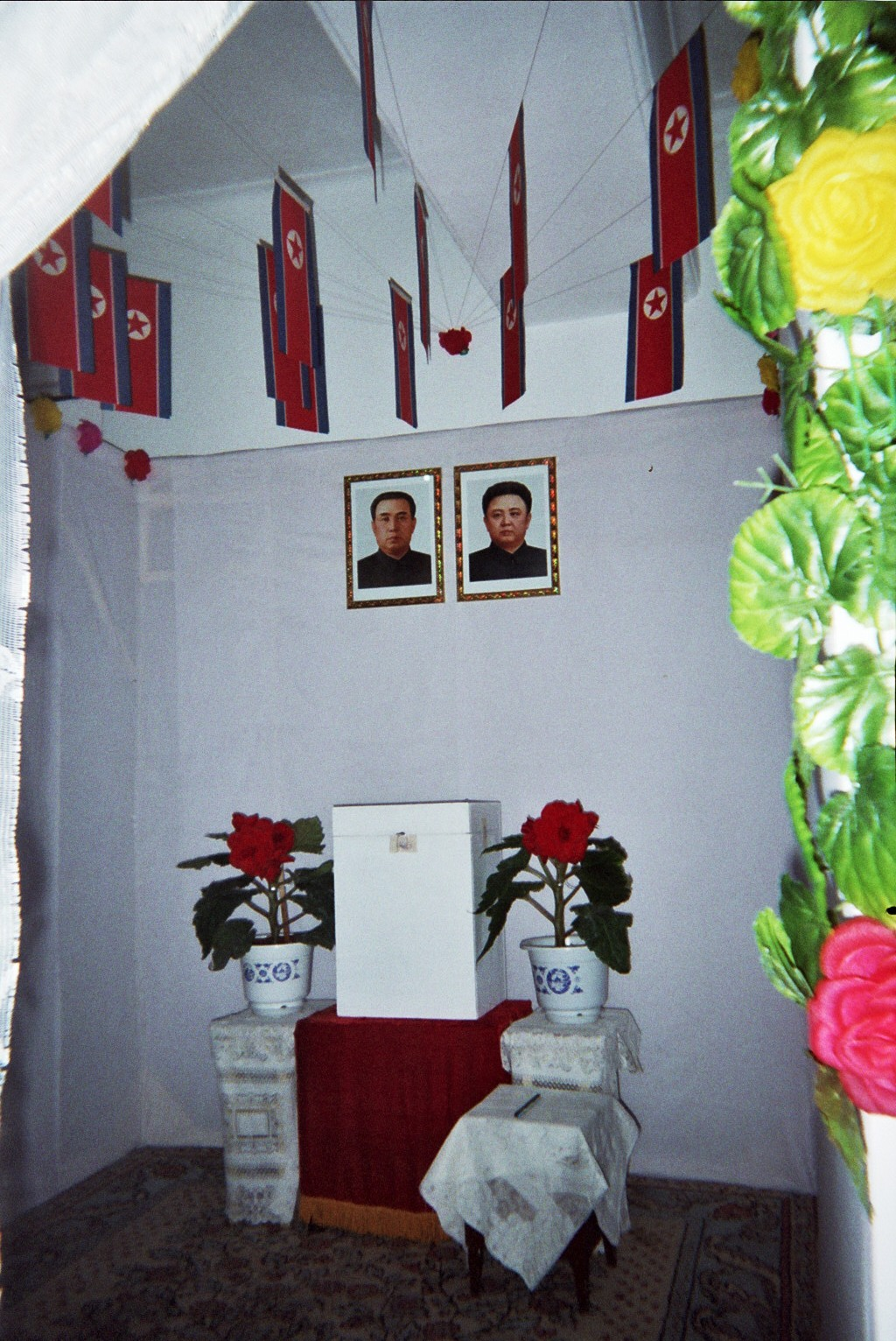
Избирательная урна, на стене висят портреты Ким Ир Сена и Ким Чен Ира, по сторонам от урны — горшки с кимченириями.

А. Н. Ланьков считает, что ТПК полностью контролирует две другие партии и многопартийность в КНДР де-факто является фиктивной. Выборы в КНДР являются безальтернативными и происходят по одномандатным округам. Официально сообщается, что все или почти все избиратели явились на участок и проголосовали за выдвинутых кандидатов.

### Права инвалидов
Ряд западных СМИ сообщают о случаях нарушений прав инвалидов в стране. Так, 22 марта 2006 года агентство Associated Press, ссылаясь на врача-беженца Ли Гванчхоля, сообщило, что в КНДР новорождённых с физическими недостатками убивают. Этот факт признан и Комитетом Соединённых Штатов по правам человека в КНДР. Доклад ООН упоминает о специальных лагерях для инвалидов. По сообщению бывшего учителя Ким Чен Ира Ким Хёнсика, в конце 1980-х годов несколько тысяч карликов-жителей Пхеньяна были вывезены на необитаемые острова. Это было сделано для того, чтобы они не ухудшали генофонд корейского народа.
Правительство КНДР подобные обвинения отвергает, сообщая, что в КНДР соблюдаются права инвалидов:

Народная власть заботится о детях так, чтобы они росли за счёт государства и общества, пользуясь благами систем всеобщего 11-летнего обязательного обучения и бесплатного медицинского обслуживания. Кроме того, она ввела системы социального страхования и социального обеспечения и с ответственностью заботится о жизни нетрудоспособных инвалидов, одиноких стариков и сирот.

С января 2010 г. в стране действует Корейское спортивное общество инвалидов, председателем которого является Ли Бун Хи, чемпион мира по настольному теннису среди женщин 1991 года. Ежегодно обществом проводится национальный турнир среди инвалидов, отборочные туры которого проводятся во всех уголках страны. В августе 2012 г. в состязаниях по плаванию на Паралимпийских играх принял участие 18-летний инвалид Рим Чу Сон.

### Право на информацию
По свидетельству А. Н. Ланькова, в КНДР гражданам запрещён свободный доступ к информации. Выезд за границу без специального разрешения запрещён.
Внутри КНДР прослушивание иностранных радиопрограмм запрещено и карается тюремным заключением. Официально разрешены только радиоприёмники с фиксированной настройкой на станции КНДР.
В стране отсутствует доступ к сети Интернет, полностью запрещено распространение любых иностранных книг, газет и журналов, за исключением технических справочников и материалов по естественным наукам.
По сообщениям ряда СМИ, в КНДР с 2004 года по 2009 год действовал запрет на пользование мобильной связью для большинства населения, за исключением руководящих работников и сотрудников иностранных организаций; за нелегальное пользование сотовыми телефонами граждане подвергались различным наказаниям вплоть до смертной казни.
В марте 2009 года этот запрет был снят. В стране появился свой оператор сотовой связи. Однако стоимость сотовой связи (100 евро за подключение и около 200 евро за сам аппарат), учитывая уровень доходов большинства жителей страны, делает доступ к данной услуге по-прежнему невозможным для широких слоёв населения. Кроме того, абонентам по-прежнему запрещено звонить за пределы страны. По сообщениям информационных агентств, в январе 2010 года гражданин КНДР по фамилии Чон был публично казнён за то, что позвонил по мобильному телефону своему другу, ранее бежавшему из КНДР в Южную Корею, и рассказал ему о ценах на рис и условиях жизни в стране.
Также предположительно власти КНДР иногда глушат сигнал GPS на границах с Южной Кореей.

### Право на неприкосновенность частной жизни
КНДР, в соответствии с Конституцией, является коллективистским государством.
В связи с этим государство, по сообщениям различных источников, вмешивается в частную жизнь граждан. Всё население КНДР организовано в «народные группы» (인민반, инминбан). В среднем в одну «народную группу» входят около 40 семей. Во главе каждой группы стоит начальник (인민반장, инминбанджан), который избирается на определённый срок. В его обязанности входит организация собраний и общественных работ, а также поддержание порядка и политической благонадёжности внутри группы. Без согласия инминбанджана северокореец не может уехать в другой город. Инминбанджан уполномочен в любой момент зайти в квартиру к любому из членов своей «народной группы», что нарушает право на неприкосновенность жилища, гарантированное Всеобщей декларацией прав человека.
Факт существования народных групп признан и властями Северной Кореи.

### Права сексуальных меньшинств
Официально КНДР отрицает репрессивное отношение к сексуальным меньшинствам, признавая это врождённой генетической особенностью, и декларирует уважительное отношение к ним, однако «отвергает многие характеристики популярной гей-культуры на Западе».

## Социально-экономические и культурные права

### Право на охрану здоровья
Согласно Конституции, граждане КНДР имеют право на бесплатное медицинское обслуживание, однако беженцы сообщают, что качество северокорейской медицины крайне низко и, в силу этого, медицинское вмешательство может навредить больному.
По данным канала CNN, система здравоохранения в КНДР в 1997 году была близка к коллапсу. Канал сообщал со ссылкой на Красный Крест, что в КНДР практически отсутствуют запасы лекарств. Некоторые туристические сайты предостерегают желающих посетить КНДР людей: в КНДР госпитали часто испытывают недостаток в лекарствах, тепле, электричестве и базовых медицинских принадлежностях. В госпиталях пациентов не кормят. В случае экстренной ситуации рядом может не оказаться телефона, из-за чего невозможно будет вызвать машину «скорой помощи».

### Право на жилище
Согласно отчёту правительства КНДР, в стране нет бездомных, хотя есть семьи, нуждающиеся в улучшении жилищных условий, в 2002 году в улучшении жилищных условий нуждалось 186 тыс. семей.
По утверждению А. Н. Ланькова, в КНДР большинство населения живёт в традиционных одноэтажных домах вполне сельского типа. Следующим по распространённости идёт многоэтажный «дом-гармошка», в котором двери всех квартир на этаже выходят на общий балкон, опоясывающий здание. Площадь квартир в «гармошках» обычно составляет 10—12 м². Такие дома строились в основном в 1960-е годы, их можно считать аналогом советских хрущёвок. Другой тип северокорейских многоэтажных зданий — «дома с центральным коридором», площадь квартир в таких домах 15—20 м². Элита живёт в многоэтажных домах западного типа — с лестничными клетками. Площадь квартир в таких домах составляет 60—80 м². Все дома, за исключением построенных до Корейской войны, считаются собственностью государства.

### Право на образование
КНДР была первым государством Восточной Азии, которая ввела всеобщее 7-летнее образование для детей (это произошло в 1956 году). Образование в КНДР является бесплатным. В 1972 году в КНДР впервые в мире введена система всеобщего 11-летнего среднего образования, в 2012 году осуществлён переход на 12-летнее среднее образование.
А. Н. Ланьков отмечает националистический и шовинистический характер северокорейской образовательной системы.

### Право на свободу творческой деятельности
По сообщениям ряда источников, в КНДР культурная деятельность контролируется государством. Запрещена любая форма критики существующего в стране государственного строя. Главной темой искусства в КНДР является прославление лидеров государства — Ким Ир Сена, Ким Чен Ира и Ким Чен Ына. Им посвящены большинство песен, фильмов, книг и театральных представлений в стране.
Как сообщает Ланьков, в КНДР любая книга, статья и университетская лекция должна начинаться с цитаты либо Ким Ир Сена, либо Ким Чен Ира.

### Право на благоприятную окружающую среду
Резолюция Генеральной Ассамблеи ООН от 3 декабря 1968 года отметила связь проблемы соблюдения прав человека с состоянием окружающей среды.
Согласно сообщению северокорейских властей, в КНДР принимаются активные меры по рациональному освоению прибрежных и морских ресурсов. В КНДР были приняты Закон об охране окружающей среды и Закон о предотвращении загрязнения морей. В 1994 году город Нампхо был определён экспериментальным районом для испытания технологий комплексного ухода за прибрежными районами. В ходе проводившихся мероприятий были закрыты Нампхоское предприятие цветных металлов, Нампхоский стекольный завод и завод по производству приборов связи «Тэдонган». В городе Нампхо и в районе острова Вау открыты морские пляжи, а район залива Монгым превратился в место культурного отдыха. Более чем в 10 пунктах страны были открыты экологические наблюдательные пункты. Согласно принятой программе по комплексному уходу за окружающей средой приморских районов, планируется совершенствование системы наблюдения и сообщения о морской экологии, охрана станций, учреждение и содержание природоохранных объектов, принятие предохранительных мер для производства питательной среды моря, мероприятия против загрязняющих источников, восстановление загрязнённых морских аквариумов, обработка сбросов сточных вод и портовых отходов, эффективная защита от вбрасываемых в море масла и химических веществ.
Согласно отчёту Всемирного фонда дикой природы, по уровню загрязнения окружающей среды на душу населения, в 2004 году КНДР находилась на 80-м месте, значительно уступая по уровню загрязнения таким странам, как Южная Корея, Россия и США.
Ряд источников сообщает о серьёзном загрязнении окружающей среды в КНДР. Так, южнокорейский учёный Ким Сунджик, сотрудник Института восточноазиатских исследований, пишет, что северокорейские сообщения о прекрасном экологическом состоянии в КНДР являются пропагандистскими и не соответствуют действительности. Особенно, по его данным, уровень загрязнения высок в городах, расположенных на побережье Японского моря — Хыннаме, Хамхыне, Чхонджине и Вонсане, а также в районе Синыйджу.

### Продовольственная ситуация. Голод
В 1990-х годах население КНДР страдало от голода, унёсшего, по разным оценкам, от 250 000 до 3 000 000 жизней. Некоторые эксперты говорят о возможном повторении бедствия в ближайшем будущем. Правительство КНДР признаёт факт голода и экономических трудностей в стране и утверждает, что они вызваны экономическими санкциями против КНДР. В то же время, Джеймс Моррис (англ. James Morris), директор всемирной продовольственной программы под эгидой ООН, осуществляющей продовольственную помощь КНДР, утверждает, что данные о «миллионах погибших от голода» не соответствуют действительности и вызваны некорректной интерпретацией полученных данных. По его мнению, продовольственная ситуация в КНДР значительно улучшилась за последние годы, в основном благодаря росту производительности в сельском хозяйстве и донорской помощи других государств. А. Н. Ланьков также считает сообщения о «трёх миллионах погибших» во время голода политически ангажированными. По его данным, погибших — от 500 000 до миллиона человек.

## Беженцы
Существующая политическая и экономическая ситуация приводит к многочисленным случаям побега (а также невозвращения из зарубежных поездок) граждан из страны.
По оценкам А. Ланькова, на текущий момент в Китае находится от 40 000 до 300 000 мигрантов из КНДР. До 1996 года переход границы считался тяжким преступлением, но позже власти КНДР существенно смягчили свою политику в отношении пойманных — большинство отделывается коротким сроком заключения в проверочном пункте.
В некоторых случаях неудачные попытки приводят к репатриации (на пресс-конференции, проведённой 21 марта 2008 года в ресторане «Сесиль», беженка Ким Сунхи рассказала, что она пыталась бежать в Китай, но была репатриирована) с последующими пытками. Беженцы и репатрианты и являются основными поставщиками информации о состоянии в стране (например, беженка Ли Сун Ок, ставшая инвалидом в результате пыток, написала книгу воспоминаний «Глаза бесхвостых зверей: Тюремные воспоминания северокорейской женщины»).
В середине 2004 года Южная Корея вывезла на свою территорию из Вьетнама 460 северокорейских беженцев. КНДР прореагировала на это событие очень болезненно, обвинив власти Южной Кореи в «похищении северокорейских граждан».
Самым высокопоставленным перебежчиком с Севера на Юг является Хван Чжан Ёп (1923—2010). В 90-е годы он занимал посты секретаря ЦК Трудовой партии КНДР и председателя парламента, был официально высоко почитаем, поскольку считался одним из создателей идеологии чучхе и учителем Ким Чен Ира, однако в 1997 году во время визита в Пекин Хван Чжан Ёп проник в посольство Южной Кореи и попросил политического убежища.

### Проблема достоверности показаний
Перебежчики являются наиболее частым источником информации о конкретных фактах нарушений прав человека. На их показания опираются доклады правозащитных организаций, эксперты, в 2013 году они заслушивались на специальной комиссии ООН по правам человека в КНДР.
В то же время, российские корееведы Константин Асмолов и Александр Жебин, а также ряд зарубежных экспертов, выражают серьёзные сомнения в надежности информации, получаемой на основе показаний многих перебежчиков, а некоторые из этих показаний считают не соответствующими действительности.

## Похищения иностранных граждан

### Похищения граждан Южной Кореи
Газета International Herald Tribune сообщает, что спецслужбы КНДР похитили как минимум несколько сотен граждан Южной Кореи. 485 случаев похищения признаны Сеулом. Как пишет А. Н. Ланьков, в основном это были люди, отправившиеся на рыбалку неподалёку от демилитаризованной зоны, моряки, а также экипажи и пассажиры захваченных самолётов. Некоторые из них позже сотрудничали с властями КНДР, в частности, в подготовке разведчиков для будущей заброски их на Юг. Правительство и общество Южной Кореи не придают этим инцидентам большого значения.

### Похищения подданных Японии
По некоторым оценкам, спецслужбы КНДР похитили от 70 до 80 подданных Японии. Факт похищения 13 из них был признан властями КНДР 17 сентября 2002 года после встречи премьер-министра Японии Коидзуми с лидером КНДР Ким Чен Иром. Ким сказал, что похищения совершались не по приказу властей КНДР, а «некоторыми людьми, которые хотели показать свой героизм». К этому времени 8 из 13 похищенных умерли. По утверждениям северокорейских властей, это произошло в результате болезней и стихийных бедствий.
Некоторые исследователи полагают, что похищения были совершены для того, чтобы похищенные преподавали японский язык и рассказывали о японских обычаях и культуре будущим северокорейским разведчикам.
Японское правительство признаёт факт похищения 17 человек.
| Фамилия, имя                | Пол  | Дата рождения       | Обстоятельства исчезновения                                                                                         | Ситуация на текущий момент                                                                                              |
| --------------------------- | ---- | ------------------- | --- | --- |
| Кумэ, Ютака 久米裕          | муж. | приблизительно 1925 | Исчез в сентябре 1977 на полуострове Ното в префектуре Исикава                                                      | КНДР отрицает свою причастность к инциденту                                                                             |
| Ёкота, Мэгуми 横田めぐみ    | жен. | 15 октября 1964     | Исчезла 15 ноября 1977 в городе Ниигата                                                                             | По информации от КНДР, покончила с собой 13 марта 1994 (сначала КНДР называла 1993, но позже дата была скорректирована) |
| Тимура, Ясуси 地村保志      | муж. | 4 июня 1955         | Исчез 7 июля 1978 со своей невестой Хамамото Фукиэ около побережья рядом с городом Обама (префектура Фукуи)         | Жив и вернулся в Японию                                                                                                 |
| Хамамото, Фукиэ 地村富貴惠  | жен. | 8 июня 1955         | Исчезла 7 июля 1978 со своим женихом Тимурой Ясуси около побережья рядом с городом Обама (префектура Фукуи)         | Жива и вернулась в Японию                                                                                               |
| Тагути, Яэко 田口八重子     | жен. | 10 августа 1955     | Исчезла в Токио в июне 1978                                                                                         | Предположительно умерла в КНДР 30 июля 1986                                                                             |
| Масумото, Румико 増元るみ子 | жен. | 1 ноября 1954       | Исчезла 12 августа 1978 вместе со своим парнем Итикавой Сюити в городе Фукиагэ (префектура Кагосима)                | Предположительно умерла в КНДР 17 августа 1981                                                                          |
| Итикава, Сюити 市川修一     | муж. | 20 октября 1954     | Исчез 12 августа 1978 вместе со своей девушкой Масумото Румико в городе Фукиагэ (префектура Кагосима)               | Предположительно умер в КНДР 4 сентября 1979                                                                            |
| Сога, Хитоми 曽我ひとみ     | жен. | 17 мая 1959         | Исчезла вместе со своей матерью Согой Миёси в августе 1978 с острова Садо (префектура Ниигата)                      | Вышла замуж за Чарльза Роберта Дженкинса, дезертировавшего из армии США в 1980 и вернулась вместе с ним в Японию в 2004 |
| Сога, Миёси 曽我ミヨシ      | жен. | приблизительно 1932 | Исчезла вместе со своей дочерью Согой Хитоми в августе 1978 с острова Садо (префектура Ниигата)                     | Судьба неизвестна |
| Хара, Тадааки 原敕晁        | муж. | 10 августа 1936     | Исчез в июне 1980 в городе Миядзаки (префектура Миядзаки)                                                           | Предположительно умер в КНДР 19 июля 1986                                                                               |
| Исиока, Тору 石岡亨         | муж. | 29 июня 1957        | Исчез в мае 1980 в Мадриде в ходе путешествия в Европу                                                              | Предположительно умер в КНДР 4 ноября 1988                                                                              |
| Мацуки, Каору 松木薫        | муж. | 23 июня 1953        | Исчез в мае 1980 в Мадриде в ходе путешествия в Европу                                                              | Предположительно умер в КНДР 23 августа 1996                                                                            |
| Аримото, Кэйко 有本恵子     | жен. | 12 января 1960      | Исчезла в июне 1983 из Лондона, где находилась на стажировке                                                        | Предположительно умерла в КНДР 4 ноября 1988                                                                            |
| Хасуикэ, Каору 蓮池祐木子   | муж. | 29 сентября 1957    | Исчез 31 июля 1978 со своей девушкой Окудо Юкико около побережья рядом с городом Касивадзаки (префектура Ниигата)   | Жив и вернулся в Японию                                                                                                 |
| Мацумото, Кёко 松本京子     | жен. | 1948                | Исчезла 21 октября 1977 года в префектуре Тоттори                                                                   | КНДР отрицает свою причастность к инциденту                                                                             |
| Хасуикэ, Юкико 蓮池祐木子   | жен. | 15 апреля 1956      | Исчезла 31 июля 1978 со своим парнем Хасуикэ Каору около побережья рядом с городом Касивадзаки (префектура Ниигата) | Жива и вернулась в Японию                                                                                               |
| Танака, Минору 田中実       | муж. | приблизительно 1950 | Исчез в июне 1978. Его убедили поехать за границу и позже вывезли в КНДР                                            | КНДР отрицает свою причастность к инциденту                                                                             |

### Правозащитные организации
- Права человека в КНДР Архивная копия от 30 августа 2008 на Wayback Machine (англ.) на портале УВКПЧ ООН
- Трудовые лагеря КНДР Архивная копия от 4 июня 2008 на Wayback Machine
- Сайт Архивная копия от 7 мая 2021 на Wayback Machine южнокорейской газеты Daily NK, связанной с «Группой за демократизацию Северной Кореи» (북한민주화네트워크) (англ.) (кор.) (яп.) (кит.)
- Network for North Korean Democracy and Human Rights Архивная копия от 12 июля 2008 на Wayback Machine (кор.) (англ.)
- Ассоциация Free Korea Архивная копия от 12 октября 2007 на Wayback Machine (англ.)
- Комитет США по правам человека в КНДР Архивная копия от 13 августа 2008 на Wayback Machine (англ.)
- Свидетельства беженки из КНДР (англ.)

### Сайты КНДР
- Глава V конституции КНДР — «Основные права и обязанности граждан» Архивная копия от 19 декабря 2011 на Wayback Machine
- Основные права гражданина Архивная копия от 31 декабря 2014 на Wayback Machine (Сайт Центрального телеграфного агентства КНДР)
- Доклад Ассоциации исследования прав человека КНДР Архивная копия от 31 декабря 2014 на Wayback Machine 2014 (англ.)
- Основные права граждан Архивная копия от 21 ноября 2017 на Wayback Machine (англ.)
- Прекратить нелепые акции — о вопросе похищения людей, 24.02.2008.
- Необоснованный шум вокруг «прав человека» — отклик на резолюцию от 27.03.2008. Архивная копия от 20 августа 2014 на Wayback Machine (англ.) Совета по правам человека ООН, 09.04.2008.
- Чин Бер. Махинация с «правами человека» — фактор дестабилизации «Корея сегодня», № 2/2008

### Доклады КНДР о выполнении Международных пактов ООН о правах человека
- Доклад КНДР о выполнении Международного пакта о гражданских и политических правах, 2000:   
  - Заключительные замечания КПЧ ООН по докладу КНДР, 2001:   
    - Комментарии КНДР к ним:
- Доклад КНДР о выполнении Международного пакта об экономических, социальных и культурных правах, 2002   
  - Заключительные замечания Комитета по экономическим, социальным и культурным правам ООН по докладу КНДР, 2003

## Кинематограф
- Переправа — южнокорейский художественный фильм о Северной Корее и жизни простых граждан в ней.

### Мемуары бывших граждан КНДР
- No Kum-Sok. A MiG-15 to Freedom: Memoir of the Wartime North Korean Defector Who First Delivered the Secret Fighter Jet to the Americans in 1953. — Jefferson: McFarland & Co, 1996.
- Soon Ok Lee. Eyes of the Tailless Animals: Prison Memoirs of a North Korean Woman. — Bartlesville, 1999.
- 강철환. 수용소의 노래 / 강철환. — 서울 : 시대정신, 2005. — 344 쪽. — ISBN 8-990-95914-4.
- 이한영. 대동강 로열패밀리 서울잠행 14년 / 이한영. — 서울 : 동아 일보, 1996. — 374 쪽. — ISBN 8-970-90110-8.
- 성혜랑. 등나무집 : 성혜랑 자서전 / 성혜랑. — 서울 : 지식 나라, 2000. — 528 쪽. — ISBN 8-983-75538-5.
- 姜哲煥. 平壌の水槽 : 北朝鮮地獄の強制収容所 / 姜哲煥[著]. — 東京 : ポプラ社, 2003. — 292頁. — ISBN 4-591-07815-9.

### Книги специалистов по КНДР
- Жебин А. З. Эволюция политической системы КНДР в условиях глобальных перемен. — М.: Русская панорама, 2006.
- Ланьков А. Н. КНДР вчера и сегодня. Неформальная история Северной Кореи. — М.: Восток-Запад, 2004. — 448 с. — ISBN 5-478-00060-4.
- Ланьков А. Н. Северная Корея: вчера и сегодня. — М.: Восточная литература, 1995.
- Stephen Haggard. The North Korean Refugee Crisis: Human Rights and International Response. — U. S. Committee for Human Rights in North Korea, 2006. Архивировано 3 марта 2007 года.